# 祁鯨
祁鯨（1539年—？），字孟化，號鶚峰，直隸河間府阜城縣人，民籍，明朝政治人物。

## 生平
嘉靖三十七年（1558年）戊午科順天鄉試第六十八名舉人，隆慶五年（1571年）中式辛未科會試第三百七十六名，三甲第一百名進士。吏部觀政，授山西襄陵縣知縣，萬曆五年（1577年）升大理寺评事，八年升寺副，九年升寺正，十一年升河南汝寧府知府，十五年致仕。

## 家族
曾祖祁釗；祖父祁傑，典史；父祁賢，母葛氏。慈侍下。弟祁鯤（貢士）、祁鯉。